# Antonio Hugo de Omerique

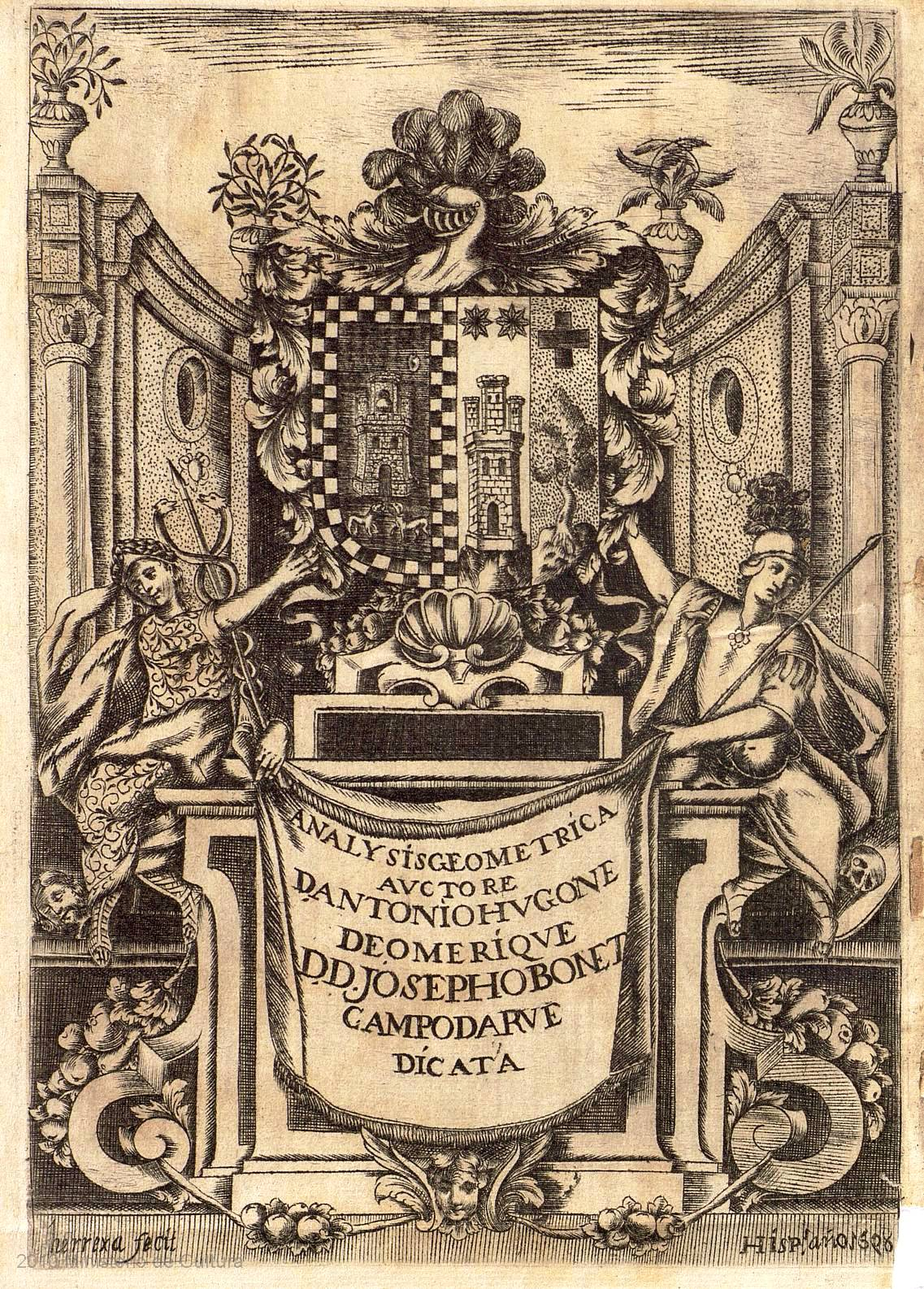
Analysis Geometrica, 1698.

Antonio Hugo de Omerique (Sanlúcar de Barrameda, actual provincia de Cádiz, 6 de enero de 1634 - Cádiz, 27 de febrero de 1705) fue un matemático español del siglo XVII.

## Biografía

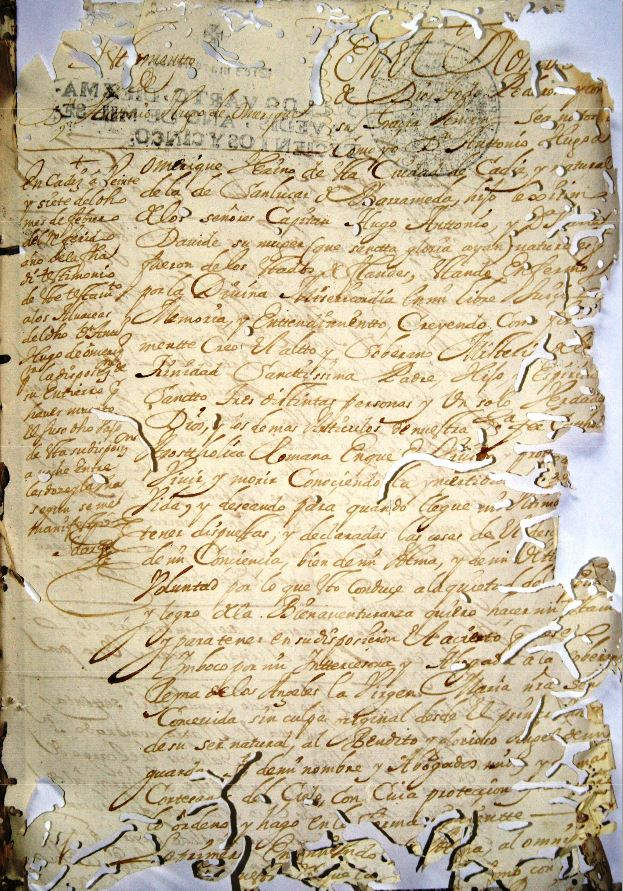
Primera página del testamento de Omerique, sacado a la luz en el año 2016.

Hijo de una familia de comerciantes originaria de los Países Bajos españoles (Hugo Antonio y María David), estudió en el colegio de la Compañía de Jesús en Cádiz, de forma que llegó a dominar el latín y las matemáticas. Se casó dos veces, la primera con Ana Caro y, tras enviudar, con Magdalena de Lasarraga, de cuyo matrimonio nacieron tres hijos: Máximo Antonio, Xavier Esteban e Ignacio Próspero.
Se dedicó al comercio, pero en 1672 se arruinó porque un navío que había fletado fue apresado por piratas berberiscos en el cabo San Vicente.
En 1689, dos problemas propuestos y resueltos por Omerique sobre rectas y cuadrados recíprocos aparecieron en una traducción al español de los Elementos de Euclides publicada por el austriaco Jacobo Kresa, matemático jesuita, entonces profesor en el Colegio Imperial de Madrid. Kresa elogió en el texto a su amigo Omerique, del que dijo que daría a la geometría "su mayor pulimento" y que "sus trabajos verían pronto la luz". Dos años después publicó un folleto en el que aplicaba el conocimiento de los logaritmos para simplificar operaciones comerciales.
Se sabe que Omerique escribió un tratado de aritmética y dos de trigonometría, todos perdidos. En 1698 publicó un tratado de análisis geométrico: Analysis geometrica, sive nova et vera methodus resolvendi tam problemanda geometrica quam arithmeticas quaestiones ("Análisis geométrico o Método de resolución de problemas nuevos y verdaderos, así como de cuestiones aritméticas", 1698), obra que mereció el elogio de Isaac Newton, nada proclive a ellos, en una carta del año siguiente:

I have look into De Omerique´s Analysis Geometrica & fint it a judicious & valuable piece answering to ye Title. For therin is laid a foundation for restoring the Analysis of the Anciens...
He estudiado al Analysis Geometrica de De Omerique y lo encuentro una obra juiciosa y de valor que responde a su título, porque expone el método de restaurar el análisis de los antiguos, que es más sencillo y más a propósito para un geómetra que el álgebra de los modernos. Así, su método le conduce más fácil y directamente a la resolución de problemas. Generalmente llega a resoluciones más sencillas y elegantes que las obtenidas con el álgebra

En esta obra Omerique describe y aplica un método general que combina el análisis algebraico y el geométrico. En una segunda parte, que no llegó a ser publicada y cuyo manuscrito se ha perdido, Omerique parece haber aplicado las coordenadas tridimensionales a la descripción de superficies curvas, anticipándose así unos 30 años a la obra de Clairaut de 1731.
En Madrid tuvo ocasión de volver a encontrarse con el príncipe Roger de Vintimille y recoger algunos de sus problemas. Ciertos historiadores, por ejemplo Albert Dou, consideran a Hugo de Omerique como un sucesor de François Viète.
Falleció en la noche del 26 al 27 de febrero de 1705, según una anotación al margen del testamento que dictó pocas horas antes de morir. Fue igualmente apreciado por Johann Wilhelm Von Camerer (1763-1847) en su De tractionibus (1795), por Montucla en su Historia de las matemáticas (tomo II), por Lucio del Valle y José Echegaray y también luego Michel Chasles, en su revisión histórica de las matemáticas.

## Obras

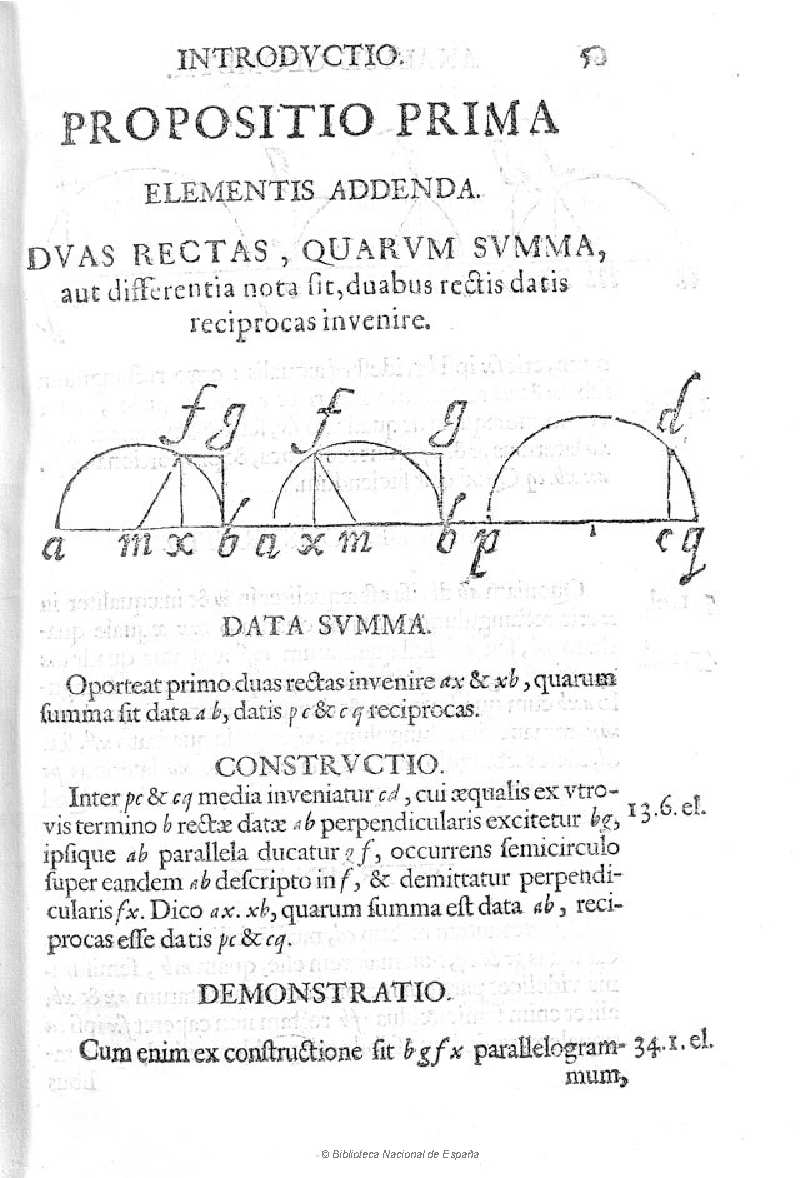
Analysis Geometrica, 1698.

- Un tratado de aritmética, no publicado, perdido.
- Dos tratados de trigonometría, no publicados, perdidos.
- Dos problemas incluidos en Jacobo Kresa, Elementos de Euclides, Bruselas, por Francisco Frappens, 1689. (en Commons)
- Comercio de las barras de plata. Tablas artificiales para ajustar breve, fácil, y puntualmente el valor de una barra conforme los estilos de España y las Indias, Cádiz, Compañía de Jesús, 1691.[5][2] Contra lo que parece afirmar Navarro-Loidi de que no se conserva ningún ejemplar,[6] José Ramón Barroso y Santiago Saborido afirman que han encontrado un ejemplar en la Biblioteca Menéndez Pelayo de Santander.[7]
- Analysis Geometrica (440 páginas) Cádiz, por Cristóbal de Reque, 1698. Primera parte de la obra y única que llegó a ser publicada. (en Commons)
- Segunda parte del Analysis Geometrica, no publicado, perdido.